# Goran Hadžić
Goran Hadžić  (în sârbă Горан Хаџић, n. 7 septembrie 1958, Vinkovci, Vukovar-Srijem, Croația – d. 12 iulie 2016, Novi Sad, Serbia) a fost al doilea președinte al autoproclamatei Republica Sârbă Krajina, în funcție în timpul Războiului de Independență al Croației. El a fost acuzat de crime împotriva umanității și de încălcarea legilor și obiceiurilor de război de către Tribunalul Penal Internațional pentru fosta Iugoslavie.
Hadžić a fost acuzat de paisprezece ori. Acuzațiile includ implicarea criminală în „deportarea sau transferul forțat a zeci de mii de civili croați și alți civili non-sârbi” de pe teritoriul croat între iunie 1991 și decembrie 1993, inclusiv a 20.000 de persoane din Vukovar; muncă forțată a deținuților; „exterminarea sau asasinarea a sute de civili croați și alți civili ne-sârbi” în zece orașe și sate croate, inclusiv Vukovar și de „torturi, bătăi și uciderea deținuților”, inclusiv 264 de victime în spitalul din Vukovar.
Ultimul fugar al Tribunalului, Hadžić a fost capturat de autoritățile sârbe la 20 iulie 2011. Procesul lui a fost abandonat în 2014 din cauza diagnosticului său terminal de cancer la creier; el a murit la vârsta de 57 de ani la 12 iulie 2016.

## Legături externe
- The Prosecutor v. Hadžić (IT-04-75), Tribunalul Penal Internațional pentru fosta Iugoslavie